# Jauréguiberry (D637)
Pour les articles homonymes, voir Jauréguiberry.
Pour le cuirassé du même nom, en service entre 1893 et 1920, voir Jauréguiberry (cuirassé).
Le Jauréguiberry (indicatif visuel D637), indicatif international FALN, indicatif phonie Lima November) est un escorteur d'escadre de la classe T 53 de la Marine nationale française, en service entre 1955 et 1977, nommé en l'honneur du vice-amiral Jauréguiberry(1815-1887), qui est ministre de la Marine par deux fois en 1879-1880 et en 1882-1883.
Les marins l'avaient surnommé  "Le Jaujau".

## Service
Construit au chantier naval des Forges et Chantiers de la Gironde à Bordeaux, il est lancé le 5 novembre 1955 et mis en service 15 juillet 1958. 
En 1966 et 1968, intégré à la Force Alfa il est impliqué dans deux essais nucléaires dans l'océan Pacifique, et en 1970 dans un troisième, avec le seul croiseur De Grasse. En 1974, il mène une longue mission avec la frégate Duquesne. 
Au cours du premier trimestre 1977, peu de temps avant son désarmement, le film Le Crabe-tambour de Pierre Schœndœrffer est tourné à son bord.
Désarmé le 16 septembre 1977, sa coque devient no Q580. Elle est utilisée le 16 juin 1982 comme navire cible pour l'essai d'un missile anti radar Armat avant d'être coulée le 30 mai 1986 en servant de cible pour l'expérimentation du missile Exocet MM40.

## Armement
- 3 × 2 canons de 127 mm
- 3 × 2 canons de 57 mm
- 4 canons de 20 mm Oerlikon Mk 4
- 4 × 3 TLT de 550 mm